# Monreale
Monreale (szicíliaiul Murriali, vagy Munriali) város a szicíliai Palermo provinciában, Olaszországban. Palermo központjától 8 km-re délnyugatra fekszik. Lakossága több mint 38 000 fő.
Neve a Monte reale („Király-hegy”) névből származik. Ez egy palota neve volt, amit I. Roger szicíliai nagyherceg építtetett.
A város a Monte Caputo lejtőjére épült, és a La Conca d'oro ('Az arany teknő') nevű termékeny völgyre néz. Ez utóbbi narancs-, olaj- és mandulafáiról ismert, ezek terményeit nagy mennyiségben exportálják.

## Látnivalók
A város ad otthont a Monrealei székesegyháznak, egy normann-bizánci templomnak, amely az UNESCO Az arab-norman Palermo, valamint Cefalù és Monreale székesegyházai világörökségi helyszín része.